# San Fernando Valley
San Fernando Valley is een verstedelijkte vallei in het zuiden van Californië in de Verenigde Staten. De meeste plaatsen liggen ten noorden van Los Angeles. In de vallei wonen ongeveer 1,7 miljoen mensen. De plaats Los Angeles ligt niet in het gebied, maar veel randsteden van deze miljoenenstad wel.

## Geschiedenis
De Tataviam, ook wel Fernandeño genoemd, waren een groep Indianen, die al ruim tweeduizend jaar in de vallei woonden, voordat de Spanjaarden zich in 1797 in het gebied vestigden.
In de 19e eeuw vond de Mexicaans-Amerikaanse Oorlog plaats. Dankzij een verdrag, dat in dit gebied werd ondertekend, eindigde de oorlog in 1847.

## Geografie
De San Fernando Valley wordt in het noordwesten begrensd door de Santa Susana Mountains, de Simi Hills in het westen, de Santa Monica Mountains in het zuiden, de Verdugo Mountains in het oosten, en de San Gabriel Mountains in het noordwesten.
Door het gebied loopt de Los Angeles River. Een andere belangrijke waterweg in het gebied is de Tujunga Wash, die ontspringt in de San Gabriel Mountains en naar het oosten stroomt. De rivier komt uiteindelijk ook uit in de Los Angeles-rivier.
In het zuidoosten liggen de steden Burbank en Glendale. Hidden Hills en Calabasas liggen in het zuidwesten, en San Fernando, een stad die volledig ingeklemd tussen Los Angeles ligt, ligt in het noordwesten. In de vallei ligt ook Universal City, de plaats waar het filmbedrijf Universal zijn films opneemt. De Mulholland Drive, een weg in het gebied, markeert de grens tussen de vallei en het gebied waar onder andere Hollywood is gelegen.
In de 20e eeuw vonden diverse dodelijke aardbevingen in het gebied plaats. In 1994 vond de Northridge-aardbeving plaats; in 1971 de Sylmar-aardbeving.

## Economie
In het gebied zijn vele bedrijven gelegen, en het is daarom economisch gezien een zeer belangrijk gebied in de Verenigde Staten. Er liggen onder andere opnamestudio's voor belangrijke televisie- en filmbedrijven als CBS, NBC, The Walt Disney Company, ABC en Warner Bros.
In het gebied waren ook veel lucht- en ruimtevaartindustrieën gevestigd, waaronder Lockheed, Rocketdyne en Marquardt. Veel van deze bedrijven zijn verhuisd naar gebieden met een beter politiek klimaat.
In de vallei is tevens een grote pornografie-industrie ontstaan, al vanaf de jaren zeventig. Volgens HBO wordt minstens 90 procent van alle legale pornografie uit de Verenigde Staten, geproduceerd door of in studio's in San Fernando Valley. Hierdoor verdiende deze de bijnaam "Porn Valley". Ook is AVN (het grootste vaktijdschrift voor pornografie) in deze regio gevestigd. De meeste studio's zijn gevestigd in Chatsworth, Van Nuys en Canoga Park.
De huizen in het gebied behoren tot de duurste van het land. Een gemiddeld huis met twee slaapkamers en een badkamer kost gemiddeld meer dan 600.000 dollar.

## Klimaat
Net als in Los Angeles Basin, kent het gebied droog en zonnig weer. Het zuidwesten van de vallei is gelegen op ongeveer 15 kilometer van de Grote Oceaan. Daardoor kan het in de zomer heter zijn dan in Los Angeles Basin, en in de winter kouder. In de plaats Woodland Hills is de hoogste temperatuur van het gebied gemeten, namelijk 49 graden Celsius in 2006. De laagste temperatuur werd gemeten in Canoga Park, namelijk -8 graden Celsius in 1989.

In de vallei kan het af en toe behoorlijk regenen, en in de winter is er meer kans op sneeuw dan in Los Angeles Basin. Vooral in de zomers heeft men in het gebied last van hoge concentraties smog. Dit heeft te maken met de omringende gebergten, waardoor de smog blijft hangen.

## Geboren
- Steve Lukather (1957), muzikant
- Jacqueline Obradors (1966), actrice

Hoofdstad: Sacramento
Regio's: Antelope Valley · Big Sur · Cascade Range · Central Coast · Central Valley · Channel Islands · Coachella Valley · Conejo Valley · Cucamonga Valley · Death Valley · East Bay · East County · Emerald Triangle · Gold Country · Greater Los Angeles · Grote Bekken · Imperial Valley · Inland Empire · Klamath Basin · Lake Tahoe · Los Angeles Basin · Lost Coast · Mojave · Mountain Empire · Noord-Californië · North Bay · North Coast · North County · Oost-Californië · Owens Valley · Oxnard Plain · San Francisco Peninsula · Pomona Valley · Sacramento Valley · San Bernardino Valley · San Diego–Tijuana · San Fernando Valley · San Francisco Bay Area · San Gabriel Valley · San Joaquin Valley · Santa Clara Valley · Santa Clarita Valley · Shasta Cascade · Sierra Nevada · Silicon Valley · South Bay (LA) · South Bay (SD) · South Bay (SF) · South Coast · Southern Border Region · Upstate California · Wine Country · Yosemite · Zuid-Californië
Metropolitane gebieden: Bakersfield · Chico · Fresno · Los Angeles-Long Beach-Glendale · Modesto · Napa · Oakland-Fremont-Hayward · Oxnard-Thousand Oaks-Ventura · Riverside-San Bernardino-Ontario · Sacramento-Roseville · Salinas · San Diego-Carlsbad-San Marcos · San Francisco-San Mateo-Redwood City · San Jose-Sunnyvale-Santa Clara · San Luis Obispo-Paso Robles · Santa Ana-Anaheim-Irvine · Santa Barbara-Santa Maria · Santa Cruz-Watsonville · Santa Rosa-Petaluma · Stockton · Vallejo-Fairfield · Visalia-Porterville · Yuba City
County's: Alameda · Alpine · Amador · Butte · Calaveras · Colusa · Contra Costa · Del Norte · El Dorado · Fresno · Glenn · Humboldt · Imperial · Inyo · Kern · Kings · Lake · Lassen · Los Angeles · Madera · Marin · Mariposa · Mendocino · Merced · Modoc · Mono · Monterey · Napa · Nevada · Orange · Placer · Plumas · Riverside · Sacramento · San Benito · San Bernardino · San Diego · San Francisco · San Joaquin · San Luis Obispo · San Mateo · Santa Barbara · Santa Clara · Santa Cruz · Shasta · Sierra · Siskiyou · Solano · Sonoma · Stanislaus · Sutter · Tehama · Trinity · Tulare · Tuolumne · Ventura · Yolo · Yuba
Portaal Californië